# Enigma (Georgia)
Enigma è una città degli Stati Uniti d'America, situata in Georgia, nella Contea di Berrien.